# Casas del Castañar
Casas del Castañar é um município da Espanha na comarca do Vale do Jerte, província de Cáceres, comunidade autónoma da Estremadura. Tem 25 km² de área e em 2021 tinha 531 habitantes (densidade: 21,2 hab./km²).

## Demografia
| Variação demográfica do município entre 1991 e 2004 [carece de fontes?] | Variação demográfica do município entre 1991 e 2004 [carece de fontes?] | Variação demográfica do município entre 1991 e 2004 [carece de fontes?] | Variação demográfica do município entre 1991 e 2004 [carece de fontes?] |
| ----------------------------------------------------------------------- | ----------------------------------------------------------------------- | ----------------------------------------------------------------------- | ----------------------------------------------------------------------- |
| 1991                                                                    | 1996                                                                    | 2001                                                                    | 2004                                                                    |
| 755                                                                     | 748                                                                     | 688                                                                     | 666                                                                     |